# Бабете Доеге
Бабете Доеге - Бабси (1963 - 19 . јула 1977. , Западни Берлин, Западна Немачка). Постала је позната као једна од најмлађих жртава од дроге у Берлину. Умрла је од предозирања, са 14 година, на улици Бротеродер у окрају Мариенфелд  
Описана је у књизи Ми деца са станице Зоо, по којој је направљен и филм Ми деца са станице Зоо.

## Биографија
Бабетин отац је направио самоубиство док је била дете, па је одрастала под очухом, који је био веома познат пијаниста. Мама јој је била плесачица и фотомодел, али живела је код старих родитеља у богатом делу Берлина-Шенеберг. Бабете је била веома проблематична и неколико је пута покушавала да побегне из куће старих родитеља. Према речима Кристијане Ф. хтела је да живи са мамом. 
Умрла је 19. јула 1977, од предозирања са хероином. Имала је само 14 година. Била је једна од најмлађих жртава дроге у Берлину.  
Бабете је изгледом била веома симпатична цура. Што је касније описала и сама Кристијане Ф. у књизи, која је настала помоћу тонских записа (интервјуа Кристијане из 1978).

## Филм "Ми деца са станице Зоо"
У филму Ми деца са станице Зоо из 1981. године, четири године након њене смрти, Бабете глуми Кристијане Рајхелт.
Кристијана је била веома навезана са Бабси и сматрала ју је најбољом другарицом. За њену смрт је сазнала једног јутра, када је отворила магазин Берлинер цајтунг,  два дана након смрти - 21. јула 1977. Филм је сценирао Ули Едел и Херман Вајгел.